# Simón Bolívar
Simón Bolívar (tên đầy đủ: Simón José Antonio de la Santísima Trinidad Bolívar y Palacios, 1783 – 1830), là nhà cách mạng nổi tiếng người Venezuela, người lãnh đạo các phong trào giành độc lập ở Nam Mỹ đầu thế kỷ 19. Ông còn được mệnh danh là Người Giải phóng (tiếng Tây Ban Nha: El Libertador), George Washington của Nam Mỹ. Những cuộc chiến đấu do ông lãnh đạo đã lật đổ sự thống trị của Tây Ban Nha, giành độc lập cho sáu quốc gia ngày nay là: Venezuela, Colombia, Panama, Ecuador, Peru, và Bolivia.

## Xuất thân và tuổi trẻ

### Thời niên thiếu

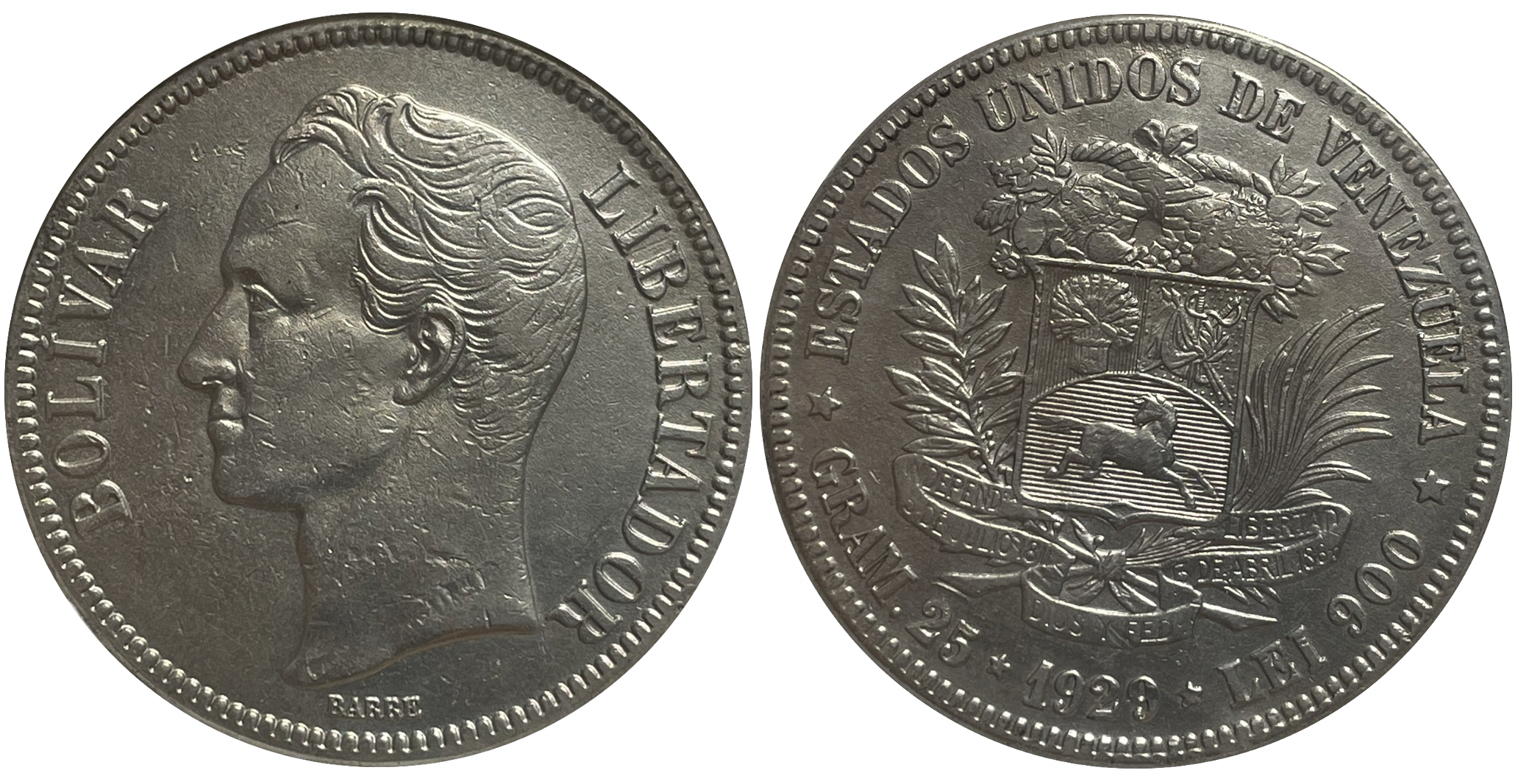
Xu bạc 5 bolivar với mặt trước là chân dung Simon Bolivar, đúc và lưu hành từ 1879 - 1936; với đường kính 37,2mm, trọng lượng 25gr và tỷ lệ bạc trong xu là 90%

Simón Bolívar sinh ngày 24 tháng 7 năm 1783 tại Caracas, Venezuela trong một gia đình quý tộc có nguồn gốc từ xứ Basque, Tây Ban Nha. Cha ông, đại tá Juan Vicente Bolívar y Ponte có dòng máu xa của vua xứ Castile Fernando III và bá tước vùng Savoy Amedeo IV, mẹ là bà María de la Concepción Palacios Blanco Simón. Dòng họ Bolivar định cư ở Venezuela từ thế kỷ XVI và việc sở hữu những mỏ vàng, mỏ đồng bên sông Aroa đã góp phần làm họ trở nên giàu có. Sau này, trong cuộc đời cách mạng của mình, Simón Bolívar đã dùng một phần thu nhập từ những mỏ vàng và đồng để tài trợ cho Những cuộc chiến tranh cách mạng Nam Mỹ. Bolívar mồ côi cha năm 3 tuổi (1786), mẹ ông vừa cai quản gia đình vừa đảm nhiệm việc giáo dục các con nhỏ. Năm 1792, khi Bolívar 9 tuổi, mẹ cũng mất, ông và người em trai được ông ngoại nuôi và dạy học. Sau khi ông ngoại mất, anh em Bolívar ở với chú, năm 12 tuổi, ông trốn đến nương nhờ nhà vợ chồng người chị María Antonia.

### Học tập ở Caracas
Trong thời gian ở nhà người chị, ông được Simón Rodríguez (1769 - 1854), một hiệu trưởng trường tiểu học ở Caracas dạy dỗ. Giữa ông và người thầy nhân hậu đồng thời cũng là nhà nghiên cứu khoa học nhân văn, nhà cải cách xã hội này đã nảy sinh một mối quan hệ tốt đẹp và tồn tại suốt cuộc đời Bolívar vì ngoài kiến thức, giữa họ còn có sự đồng cảm sâu sắc. Sau đó, ông cũng đã từng theo học Andrés Bello (1781 - 1865), nhà nghiên cứu khoa học nhân văn, nhà lập pháp, nhà triết học, nhà giáo dục người Venezuela. Hai ông thầy nổi tiếng này đã có ảnh hưởng mạnh mẽ đến Simón Bolívar. Năm 14 tuổi, ông gia nhập tiểu đoàn du kích ở thung lũng Aragua, nơi gia đình ông có nhiều tài sản và cha ông đã từng làm tiểu đoàn trưởng tiểu đoàn này. Trong vòng một năm, ông được phong quân hàm thiếu uý và vừa luyện tập quân sự vừa học các môn cơ bản thời bấy giờ như toán học, vật lý, đồ bản,... tại trường học của dòng họ do một cha cố dòng tu Francis dạy.

### Sang châu Âu
Năm 1799, Bolívar sang Madrid, Tây Ban Nha, ông miệt mài nghiên cứu lịch sử, văn học cổ điển và đương đại, toán học rồi bắt đầu học tập bằng tiếng Pháp. Ngoài ra ông còn học khiêu vũ và hùng biện. Bolívar nhanh chóng tiến bộ trong tất cả các môn học và qua các buổi khiêu vũ, ông làm giàu ngoại ngữ đồng thời trở nên tinh tế, tự tin trong giao tiếp. Ngày 26 tháng 5 năm 1802, Bolívar kết hôn với bà María Teresa Rodríguez del Toro y Alaysa rồi cả hai trở về Venezuela. Nhưng không lâu sau đó, tháng 1 năm 1803, María Teresa chết do nhiễm bệnh sốt vàng da. Cuối năm 1803, ông trở lại châu Âu, đi lại giữa Cadiz và Madrid rồi sang Paris năm 1804.

### Lời thề ở thành Rome
Ở Paris ông gặp gỡ các học giả, tham gia những cuộc thảo luận và lao vào nghiên cứu văn học rồi tình cờ gặp lại Simón Rodríguez, người mà với trí tuệ và kinh nghiệm của mình đã trở thành một diễn giả xuất sắc. Hai ông đã đi bộ xuyên qua vùng Savoy để sang Ý và ở Roma, vào một ngày tháng 8 năm 1805, Bolívar đã thề trước mặt người thầy rằng ông sẽ không bao giờ cho phép cánh tay mình nghỉ ngơi cũng như linh hồn mình chết đi chừng nào ước mơ giải phóng Nam Mỹ khỏi sự thống trị của người Tây Ban Nha chưa thực hiện được. Cuối năm 1806, khi nghe tin về những hoạt động của nhà cách mạng Francisco de Miranda, Bolívar quyết định trở về nước.

## Sự nghiệp giải phóng Nam Mỹ

### Hoạt động cách mạng ở Venezuela và sứ mệnh ngoại giao
Ông đáp một con tàu dừng chân ở Charleston rồi đi qua nước Mỹ về đến Venezuela giữa năm 1807. Ở quê nhà, ông cùng với em trai và những người bạn gần gũi suy tính, bàn bạc về quá trình giành độc lập cho Venezuela. Lúc này Joseph Bonaparte được Napoleon lập làm vua Tây Ban Nha và những thuộc địa. Năm 1808, Bolívar tham gia "quân đội kháng chiến" ở Nam Mỹ. Ngày 19 tháng 4 năm 1810, quân đội kháng chiến Caracas tuyên bố độc lập, chính phủ quân sự cử Bolívar đi làm đại diện tại Anh, cùng đi có Luis López Méndez và Andrés Bello. Sau khi hoàn thành nhiệm vụ ngoại giao ông trở về nước cuối năm 1810 . Trở lại vị trí của mình trong Hội những người yêu nước Caracas Bolívar, trở thành một trong những diễn giả nhiệt tình nhất cho độc lập. Tháng 5 năm 1811, cơ quan lập pháp đã tuyên ngôn độc lập. Bolívar gia nhập quân đội, được phong quân hàm đại tá và tham gia cuộc đột kích Valencia theo lệnh của Miranda năm 1811. Năm 1812, bất chấp những nỗ lực của ông, thành phố Puerto Cabello thất thủ do có sự phản bội. Tháng 7 năm 1812, tướng Miranda đầu hàng người Tây Ban Nha. Ở thành phố cảng La Guaira Một nhóm sĩ quan trong đó có Bolívar định bắt giữ Miranda nhưng không thành công. Ông quyết định tự cứu lấy bản thân mình và với sự giúp đỡ của một người bạn, ông có được hộ chiếu để đến Curazao rồi Cartagena de Indias. Ở Cartagena de Indias ông đã viết Tuyên ngôn Cartagena, một trong những tác phẩm quan trọng nhất của mình, ở đó những lý tưởng chính trị đã được định hình và là kim chỉ nam cho những hành động của Bolívar sau này.

### Chiến tranh cho đến chết
Ngày 14 tháng 5 năm 1813, dẫn đầu một đội quân nhỏ, Bolívar vượt sông Magdalena và bắt đầu chiến dịch giải phóng Venezuela. Ngày 23 tháng 5 năm 1813, Bolívar tiến vào thành phố Mérida và nhân dân ở đây là những người đầu tiên gọi ông là Người Giải phóng, ngày 9 tháng 6, Bolívar chiếm thành phố Trujillo. Ngày 15 tháng 6 năm 1813, ông đọc bản mệnh lệnh nổi tiếng "Chiến tranh cho đến chết". Bằng một loạt những trận đánh thông minh, sau 3 tháng, quân đội của Bolívar đã tiến vào Caracas ngày 6 tháng 8 năm 1813. Chiến dịch đó sau này được gọi là "Chiến dịch thần diệu". Tháng 10 năm 1813, trong một buổi lễ long trọng, chính quyền và nhân dân Caracas đã chính thức tặng cho ông danh hiệu đã đi vào lịch sử "Người Giải phóng". Sau khi tiến vào Caracas, Bolívar tuyên bố thành lập nền Cộng hoà Venezuela thứ hai. Sau đó Bolívar tiếp tục tiến hành nhiều trận đánh và mặc dù giành được những thắng lợi quan trọng, ông và tướng Santiago Mariño (người đã giải phóng miền đông Venezuela) chịu thất bại trước đội quân đông đảo hơn gấp nhiều lần của tướng bảo hoàng José Tomás Boves. Sau thắng lợi của Boves trong trận đánh La Puerta (tháng 6 năm 1814), nền cộng hoà sụp đổ, những người đòi độc lập buộc phải sơ tán hàng loạt khỏi Caracas về phía đông. Cảm thấy quyền lực của mình và tướng Mariño bị thách thức bởi chính những người đồng hành, ông sang Nueva Granada. Tại đây, Bolívar chỉ huy Quân đội quốc gia Colombia tiến vào Bogotá năm 1814 và sau đó dự định đến Cartagena để tìm kiếm sự ủng hộ của người dân địa phương nhằm chiếm thành phố Santa Marta. Tuy nhiên sau những xung đột quân sự và chính trị với chính quyền thành phố Cartagena, tháng 5 năm 1815, Bolívar từ bỏ binh quyền để tránh một cuộc nội chiến.

### Tái sinh nền cộng hoà ở Venezuela
Sau khi lánh sang Jamaica, từ tháng 5 đến tháng 12 năm 1815, Bolívar kiên nhẫn chờ đợi thời cơ để tiến hành những cuộc chiến đấu mới. Chính vì thế, ông nghiền ngẫm về số phận của Mỹ Latin và tháng 9 năm ấy viết "Bức thư Jamaica" nổi tiếng. Trong đó, với nhận thức sâu sắc cũng như cái nhìn tiên tri, ông đã đánh giá quá khứ, hiện tại và tương lai của lục địa này. Sự thất bại của Napoleon ở châu Âu và một đội quân Tây Ban Nha hùng mạnh do tướng Pablo Morillo dẫn đầu kéo đến Venezuela đã hâm nóng nhiệt tình của phe bảo hoàng. Bolívar, sau khi thoát khỏi một âm mưu ám sát đã đến Haiti nhằm tìm kiếm nguồn tài chính để tiếp tục cuộc chiến đấu, tổng thống Haiti, Alejandro Petion đã cho ông vay tiền. Đội quân viễn chinh do Bolívar dẫn đầu đến đảo Margarita năm 1816 và nhanh chóng đổ bộ vào lục địa. Sau khi tấn công chiếm được Carúpano, ngày 2 tháng 6 năm 1816, Bolívar ra sắc lệnh giải phóng nô lệ. Trong khi đội quân đang tiến về Ocumare de la Costa, thì Bolívar bất ngờ bị tách khỏi bộ phận chủ yếu của quân đội và buộc phải trở lại Haiti. Ông tổ chức một đội quân thứ hai tiến về đến đảo Margarita cuối năm 1816. Đầu năm 1817, Bolívar dự định chiếm vùng Guayana để làm bàn đạp giải phóng hoàn toàn Venezuela và đến tháng 7 năm 1817, ông chiếm được thủ phủ Angostura (ngày nay là Ciudad Bolívar) của vùng này. Bolívar thành lập một nhà nước mới, lập ra bộ máy chính quyền và cho xuất bản một tờ báo. Cuộc chiến đấu của ông không những diễn ra đối với quân Tây Ban Nha mà còn đối với những mầm mống vô chính phủ trong vùng. Tháng 10 năm 1817, sau một cuộc diễn tập, tướng Manuel Piar, một trong những lãnh đạo của những người cộng hòa bị xử bắn ở Angostura. Trong thời gian này, Bolívar ra sắc lệnh về Luật phân phối của cải quốc gia. Năm 1818, ông bất ngờ đột kích quân đội bảo hoàng của tướng Morillo ở thành phố Calabozo  nhưng quân đội cộng hòa bị đánh bại, Bolívar suýt nữa bị quân đội bảo hoàng giết chết. Ông trở về Angostura ngày 5 tháng 6 năm 1818 và lúc đó, đại diện ngoại giao của Mỹ cùng với một đội quân của những người châu Âu tình nguyện đã tới đây. Bolívar triệu tập Nghị viện Venezuela đệ nhị ở Angostura ngày 15 tháng 2 năm 1819 và đọc một bài diễn văn có vai trò quan trọng trong tư tưởng chính trị của ông đồng thời đệ trình dự thảo Hiến pháp.

### Sáng lậpĐại Colombia, tiến về Caracas

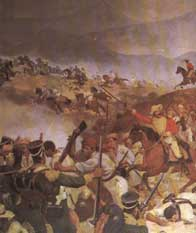
Trận Boyacá (17/8/1819) - Tranh vẽ của Venezuela thế kỷ XIX

Không lâu sau đó, Bolívar mở chiến dịch giải phóng Nueva Granada. Quân đội của ông vượt qua dãy Andes, sau những trận đánh ác liệt tại Gameza ngày 12 tháng 7 và Pantano de Vargas ngày 25 tháng 7, Bolívar đã giành chiến thắng quyết định trong trận Boyacá ngày 7 tháng 8 năm 1819. Ông tiến vào Bogotá và sau khi trao quyền chỉ huy ở Nueva Granada cho tướng Francisco de Paula Santander, Bolívar trở về Angostura. Ở đó, theo đề nghị của ông, tháng 12 năm 1819, Nghị viện đã ban hành Hiến pháp Cộng hoà Colombia. Đất nước vĩ đại do Bolívar sáng lập này gồm các nước cộng hoà Venezuela, Colombia, Ecuador và Panamá. Quân đội cộng hoà đã giành được ưu thế ở mọi nơi: Cartagena bị vây hãm, Mérida và Trujillo được giải phóng. Sau cuộc Cách mạng giải phóng nổ ra ở Tây Ban Nha tháng 1 năm 1820, chính phủ mới của Tây Ban Nha cố gắng đạt được một hiệp định hoà bình và ở Trujillo, tháng 11 năm 1820 hai bên đã ký kết một thoả thuận ngừng bắn cùng với bản điều ước về chiến tranh. Sau khi thoả thuận ngừng bắn hết hiệu lực, quân đội cộng hoà bắt đầu hành quân hướng về Caracas. Ngày 24 tháng 6 năm 1821, trên bình nguyên Carabobo Bolívar đã giành thắng lợi trong một trận đánh đánh dấu sự khai sinh ra nền độc lập của Venezuela. Tàn quân của quân đội bảo hoàng lẩn trốn tại Puerto Cabello và cuối cùng tan rã năm 1823. Ngày 29 tháng 6 năm 1821, Người Giải phóng tiến vào thành phố quê hương trong sự chào đón hân hoan của nhân dân.

### Giải phóng Ecuador
Bolívar giờ đây hướng tới Ecuador, nơi vẫn còn nằm dưới sự thống trị của người Tây Ban Nha. Ông tiến qua Maracaibo, Cúcuta  rồi tiến đến Bogotá. Năm 1822, hai cánh quân, mũi phía bắc do Bolívar chỉ huy, mũi phía nam xuất phát từ Guayaquil  do tướng Antonio José de Sucre chỉ huy bắt đầu tấn công giải phóng Quito. Sau chiến thắng của tướng Sucre của trong trận Pichincha ngày 24 tháng 5 năm 1822, Ecuador được giải phóng và hợp nhất vào Cộng hoà Đại Colombia. Trong thời gian này, Bolíva đã gặp Manuela Saenz và bà trở thành người tình cho đến cuối đời ông. Ngày 25 tháng 7 năm 1822, "Người bảo hộ Perú", tướng José de San Martín  từ Peru tới Guayaquil. Tại đây Bolívar đã gặp gỡ nhà lãnh đạo nổi tiếng của phong trào giành độc lập ở phía nam lục địa Nam Mỹ này. Sau cuộc gặp gỡ , Bolívar lĩnh lấy sứ mạng giải phóng hoàn toàn Peru.

### Giải phóng hoàn toàn Peru
Ngày 7 tháng 8 năm 1823, Bolívar rời Guayaquil đến Callao vào đầu tháng 9 năm đó. Trong tình trạng vô chính phủ, Bolívar đã tổ chức lại quân đội với nòng cốt là những tiểu đoàn của ông. Lima rơi vào tay quân bảo hoàng và ngày 10 tháng 2 năm 1824, Nghị viện Peru đã phong Bolívar là Tổng tài với quyền lực tuyệt đối trước khi tự giải tán. Bolívar rút về Trujillo để củng cố và chuyển sang tấn công. Ngày 6 tháng 8 năm 1824 ông đã đánh bại quân đội nhà vua Tây Ban Nha tại Junín Chiến dịch tiếp tục phát triển và trong khi Bolívar tiến vào Lima, vây hãm Callao thì tướng Sucre đã tiêu diệt nốt quân đội nhà vua tại Ayacucho ngày 9 tháng 12 năm 1824. Đến đây chiến tranh giành độc lập kết thúc, ngày 10 tháng 2 năm 1825, tại Nghị viện Perú ở Lima, Bolívar tuyên bố từ bỏ quyền lực tuyệt đối đã được trao cho ông để tiến hành chiến tranh giành độc lập. Hai ngày sau, Nghị viện Peru đã tuyên bố vinh danh và tặng thưởng cho ông cùng quân đội nhưng ông từ chối tiền thưởng. Bolívar rời thu đô Lima đến Arequipa, El Cuzco và những tỉnh thuộc Thượng Peru (Alto Perú). Những tỉnh này đã thành lập nên một quốc gia dưới sự bảo trợ của Bolivar và đặt tên là Cộng hoà Bolívar  tức Bolivia ngày nay. Bolívar soạn thảo hiến pháp cho quốc gia mới này năm 1826, trong đó ông đã trình bày nhưng tư tưởng của mình về việc hợp nhất các quốc gia mới được giải phóng.

### Sự phân hoá của Đại Colombia
Năm 1826, một cuộc nổi dậy gọi là La Cosiata  do tướng José Antonio Páez lãnh đạo đã nổ ra để chống lại chính quyền trung ương ở Bogotá. Tháng 4 năm 1826, Bolívar trở về Caracas và cố gắng vãn hồi hoà bình. Tuy nhiên những lực lượng ly khai tỏ ra thắng thế trước xu hướng hợp nhất. Ngày 5 tháng 7 năm 1827, ông rời Caracas đáp tàu đi La Guaira rồi tới Bogotá. Ngày 10 tháng 9 năm 1827, ông tuyên thệ nhậm chức tổng thống Cộng hoà Đại Colombia. Hội nghị lập pháp họp ở Ocaña tháng 4 năm 1828 đã giải tán mà không đạt được thoả thuận nào giữa những phe đối lập. Bolívar xưng là Tổng tài ngày 27 tháng 8 năm 1828. Ngày 25 tháng 9 năm 1828, ông thoát chết sau một vụ ám sát ở Bogotá với sự giúp đỡ của Manuela Saenz. Không lâu sau, ông buộc phải tiến hành một chiến dịch chống lại những đội quân của Perú đang đe dọa Ecuador. Bất chấp thể trạng ốm yếu, bệnh tật, ông vẫn kiên trì bảo vệ những thành quả của mình. Năm 1830, ông trở về Bogotá để thiết lập Hội đồng Hiến pháp nhưng Venezuela một lần nữa công khai đòi trở thành một quốc gia độc lập. Tại Nueva Granada, sự chống đối cũng dần trở nên mạnh mẽ hơn. Bolívar đã suy sụp sức khỏe, ông từ bỏ chức vụ tổng thống và đi đến vùng duyên hải, tin tức về cuộc ám sát tướng Sucre đã ảnh hưởng sâu sắc đến Bolívar. Ngày 10 tháng 12, ông đã viết một bản tuyên bố gửi nhân dân, đây được coi là di chúc chính trị của Người Giải phóng. Ông dự định sang châu Âu nhưng đột ngột ra đi ngày 17 tháng 12 năm 1830 tại San Pedro Alejandrino, một khu biệt thự ở Santa Marta vì bệnh lao. Đến năm 1942, trong một nghi thức hết sức trang trọng, thi hài ông được chuyển về Venezuela và đặt tại National Pantheon, Caracas.

## Tư tưởng
Ngoài tư tưởng công bằng, tự do và bình đẳng mà ông đã cống hiến cả cuộc đời, tư tưởng Liên Mỹ của Bolívar thường được nhắc tới. Mục đích và quan điểm của Liên Mỹ được Bolívar diễn đạt trong những gì ông viết năm từ năm 1826 đó là hòa bình trên cơ sở một khối liên kết thống nhất cho các nước châu Mỹ và hy vọng rằng một ngày nào đó nó sẽ là tấm gương để mang lại hòa bình cho toàn thế giới: "Thế giới mới sẽ gồm các quốc gia độc lập gắn chặt với nhau bởi luật pháp chung quy định quan hệ đối ngoại của các nước và tạo cơ hội cho các nước đó, thông qua một cơ quan lập pháp chung, những phương thức để trường tồn... Mọi rào cản về xuất xứ, chủng tộc và màu da sẽ biến mất. Trong các thế kỷ tiếp theo, có thể tiến tới một chính phủ hợp nhất toàn thế giới như một liên bang" . Kết quả của tư tưởng đó là tại Nghị viện Panama, các quốc gia châu Mỹ đã tuyên ngôn về lý tưởng hợp tác hòa bình, một nền hòa bình trong sự tự do, bình đẳng giữa các quốc gia và giải quyết mọi sự bất đồng bằng phương pháp hòa bình cũng như kiên định sự hợp tác đôi bên cùng có lợi. Lý tưởng của Bolívar không được thực hiện tại Nghị viện Panama nhưng nó tiếp tục là nguồn cảm hứng, là niềm hy vọng. Không được đón nhận vào lúc đó nhưng ngày nay, tư tưởng của Bolívar đã sống dậy trong xu hướng hợp tác và hợp nhất khu vực của thế giới hiện đại.

## Vinh danh

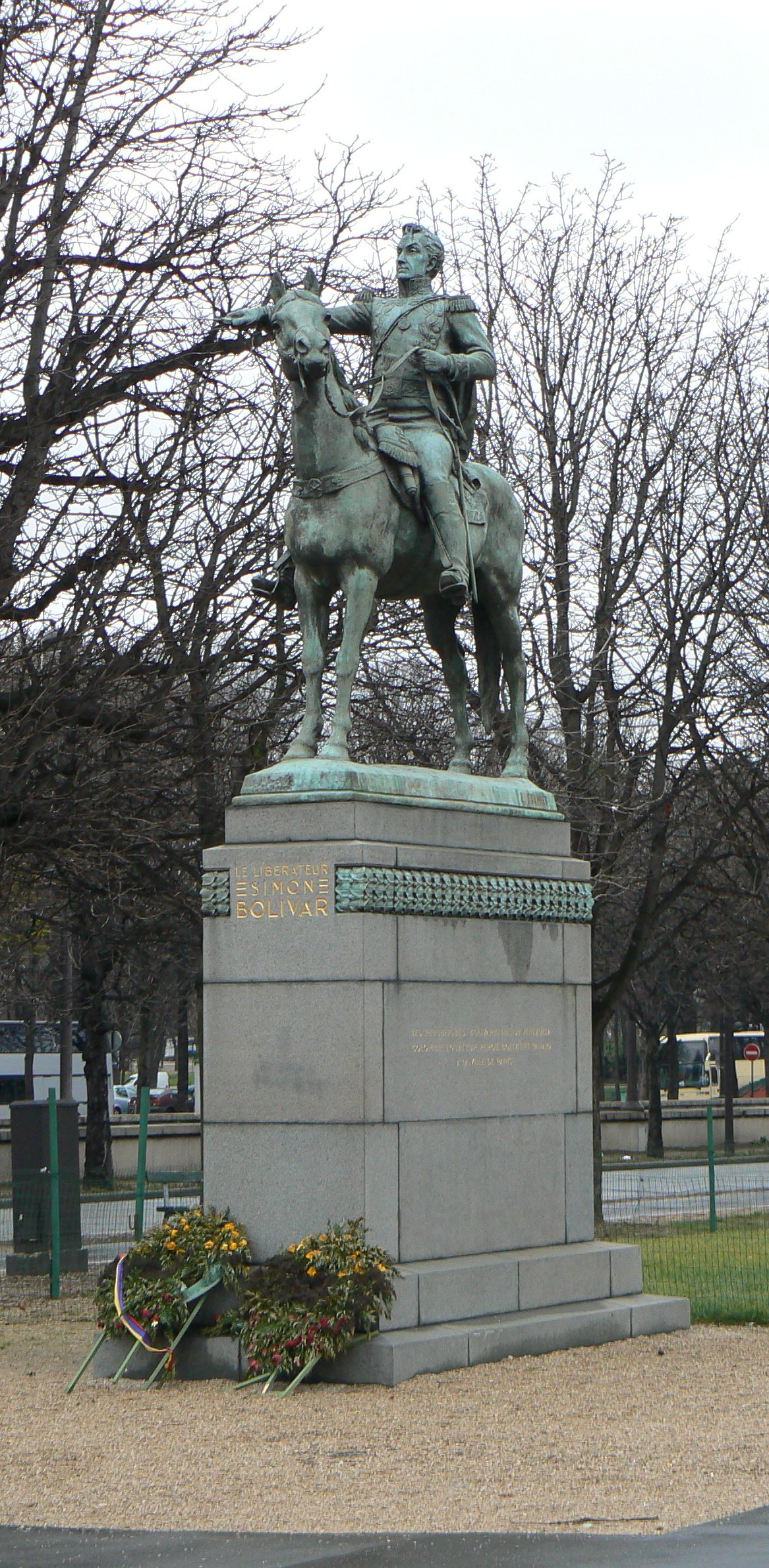
Tượng đài Simón Bolívar ở Paris

- Tên của ông là tên của hai quốc gia, duy nhất trên thế giới: Bolivia (Nhà nước Đa dân tộc Bolivia) và Venezuela (Cộng hòa Bolivariana Venezuela)
- Nhiều bang, thành phố, và rất nhiều địa danh, đại lộ... ở châu Mỹ và các nơi khác trên thế giới cũng mang tên Bolívar. Đồng tiền của Venezuela được gọi là Bolívar. Tượng đài Simón Bolívar được dựng ở nhiều nơi trên thế giới.
- UNESCO đã lập ra giải thưởng Simón Bolívar, trao tặng hai năm một lần cho những người có đóng góp quan trọng cho việc thực hiện lý tưởng của ông. Giải thưởng được trao lần đầu tiên ngày 24 tháng 7 năm 1983 nhân dịp kỷ niệm 200 năm ngày sinh của Bolívar cho Nelson Mandela và vua Tây Ban Nha Juan Carlos I.

## Những câu nói nổi tiếng
- "Nếu cái chết của tôi góp phần cho việc chấm dứt các đảng phái cũng như cho sự hợp nhất thì tôi sẽ thanh thản bước xuống mồ"
- "Trách nhiệm đầu tiên của một chính phủ là đưa giáo dục đến với nhân dân"
- "Chúa ban chiến thắng cho sự bền gan"

## Thông tin thêm
- Bolívar có hai chị gái là Juana và María Antonia, một em trai Juan Vicente. Ngoài ra cha mẹ ông còn có con gái María del Carmen chết ngay khi sinh. Ông không có hậu duệ trực hệ.
- Mối tình với Manuela Saenz: xem Manuela Saenz

## Sách về Bolívar
- Reza, German de la. "La invención de la paz. De la república cristiana del duque de Sully a la sociedad de naciones de Simón Bolívar", México, Siglo XXI Editores, 2009. ISBN 978-607-03-0054-7
- Bushnell, David. The Liberator, Simón Bolívar. New York: Alfred A. Knopf, 1970.
- Bushnell, David (ed.) and Fornoff, Fred (tr.), El Libertador: Writings of Simón Bolívar, Oxford University Press, 2003. ISBN 978-0195144819
- Bushnell, David and Macaulay, Neill. The Emergence of Latin America in the Nineteenth Century (Second edition). Oxford and New York: Oxford University Press, 1994. ISBN 0-19-508402-0
- Ducoudray Holstein, H.L.V. Memoirs of Simón Bolívar. Boston: Goodrich, 1829.
- Harvey, Robert. "Liberators: Latin America`s Struggle For Independence, 1810–1830". John Murray, London (2000). ISBN 0-7195-5566-3
- Lynch, John. Simón Bolívar and the Age of Revolution. London: University of London Institute of Latin American Studies, 1983. ISBN 9780901145543
- Lynch, John. The Spanish American Revolutions, 1808–1826 (Second edition). New York: W. W. Norton & Co., 1986. ISBN 0-393-95537-0
- Lynch, John. Simón Bolívar: A Life, Yale University Press, 2006. ISBN 0300110626.
- Madariaga, Salvador de. Bolívar. Westport: Greenwood Press, 1952. ISBN 9780313220296
- Marx, Karl. "Bolívar y Ponte" in The New American Cyclopaedia: A Popular Dictionary of General Knowledge, Vol. III. New York: D. Appleton & Co., 1858.
- Masur, Gerhard. Simón Bolívar (Revised edition). Albuquerque: University of New Mexico Press, 1969.
- Mijares, Augusto. The Liberator. Caracas: North American Association of Venezuela, 1983.
- O'Leary, Daniel Florencio. Bolívar and the War of Independence/Memorias del General Daniel Florencio O'Leary: Narración (Abridged version). Austin: University of Texas, [1888] 1970. ISBN 0-292-70047-4
- Bastardo-Salcedo,JL (1993) Historia Fundamental de Venezuela UVC,Caracas.